# MIDI controller
Il termine MIDI controller ha due significati:
- Un primo significato si riferisce a un hardware o a un software che genera e trasmette dati MIDI ad un dispositivo MIDI attivo.
- Nel senso più tecnico invece, un controller MIDI è un'astrazione dell'hardware utilizzato per controllare una performance, ossia il gesto del musicista, ma che non è direttamente collegata agli eventi note-on/note-off. Uno slider assegnato per aprire e chiudere un filtro passa-basso di un sintetizzatore può essere assegnato al controller 18, per esempio. Cambiamenti in posizione dello slider sono trasmessi insieme al Cc "18" in modo che li caratterizzi rispetto a variazioni del valore di altri controller.

## Tipologie (hardware e software)
Categorie dei MIDI controller:
- L'interfaccia umana di uno strumento tradizionale riprogettato come un dispositivo di controllo MIDI. Il tipo più comune di dispositivo di questa categoria è il controller a tastiera. Tale dispositivo fornisce una tastiera musicale e spesso altri attuatori (pitch bend e modulation, per esempio) ma non produce alcun suono da solo. Esso è destinato solo a guidare e controllare altri dispositivi MIDI. I controller a percussione come la Roland Octapad ricade in questa categoria, così come una vasta gamma di controller a fiato e con la forma e le caratteristiche della chitarra come la SynthAxe, per esempio.
- Strumenti musicali elettronici, compresi sintetizzatori, campionatori, drum machine e batterie elettroniche, che vengono utilizzate per eseguire musica in tempo reale e sono di per sé in grado di trasmettere un flusso di dati MIDI legati alla performance.
- Convertitori Pitch-to-MIDI tra cui il famoso pick-up esafonico per chitarra che converte un pitch (intonazione o frequenza del suono) e lo trasformano in un segnale MIDI. Ci sono diversi dispositivi che applicano questo procedimento alla voce umana e agli strumenti monofonici come flauti, per esempio.
- Strumenti tradizionali, come batterie, pianoforti acustici e fisarmoniche che sono dotati di sensori e un processore che accetta input dai sensori stessi per trasmettere in tempo reale dati e informazioni MIDI sulle performance. Le informazioni sui gesti del musicista (ad esempio, quali note o percussioni sono colpite, e con quanta intensità), vengono poi inviate ad un modulo o un computer che converte i dati in suoni (ad esempio, campioni o suoni sintetizzati).
- Sequencer, per archiviare e recuperare dati MIDI da inviare al dispositivo MIDI attivato per riprodurre una performance.
- Dispositivi MIDI Machine Control (MMC) come un apparecchio per la registrazione ad esempio, che trasmettono i messaggi utili e necessari per la sincronizzazione dei dispositivi MIDI abilitati. Ad esempio, un registratore può avere una funzione per l'indicizzazione di una registrazione basandosi su misura e pulsazione. Il sequencer che controlla la registrazione rimarrebbe sincronizzato con essa, basandosi sui dati trasmessi dal registratore e corrispondenti ai relativi messaggi MIDI.
- Dispositivi MIDI Show Control (MSC), che trasmettono messaggi di aiuto nella gestione delle battute di entrata delle produzioni teatrali e degli spettacoli a tema. Ad esempio, una varietà di sotto sistemi di Show Control come console di suono, controller di riproduzione audio, matrici audio virtuali e switcher, sistemi di riproduzione video, controller di impianti, sistemi di controllo dell'illuminazione che rispondono direttamente ai comandi del MSC. Tuttavia, i generici controller MSC standalone sono destinati ad azionare un generico sistema computerizzato di Show Control, che è stato attentamente programmato per produrre i risultati desiderati che lo spettacolo richiede in ogni momento della produzione.
- Il MIDI Musical Instrument Digital Interface permette ad una grande varietà di strumenti musicali di interagire con il PC in un ambiente digitale per la registrazione o per le performance live.

## Utilizzare un flusso di dati
Modificatori, come potenziometri a ruota per regolare modulazione, pitch bend, pedali sustain, slider del pitch, pulsanti, manopole, fader, interruttori, potenziometri a membrana, ecc, alterano lo stato di uno strumento, e quindi possono essere usati per modificare i suoni o altri parametri della performance musicale in tempo reale tramite le connessioni MIDI. I 128 controller MIDI virtuali e i loro messaggi elettronici collegano tasti reali, manopole, ruote, cursori, ecc, con le loro azioni previste all'interno del dispositivo di ricezione.
Alcuni controller, come pitch bend, sono speciali. Considerando che il range dei dati a flusso continuo della maggior parte dei controller (come il volume, per esempio) si organizza in 128 passi con valori variabili da 0 a 127, il range dei dati del pitch bend può essere codificato con oltre 16.000 passi. Questo produce l'illusione di un glissando continuo, come il portamento di un violino, piuttosto che una serie di passaggi di intonazione diversa, come il glissando eseguito da un chitarrista sui tasti del manico. Così, manopola a ruota del pitch su una tastiera MIDI può generare grandi quantità di dati che possono portare ad un rallentamento della velocità di trasmissione dati.
Le specifiche originali MIDI includevano 128 controller virtuali per le modifiche in tempo reale delle performance live con gli strumenti o per il loro audio. MIDI Show Control (MSC) e MIDI Machine Control (MMC) sono due estensioni separate delle specifiche MIDI originali, che espandono il protocollo MIDI ad accettare molte più informazioni e dati di quanto si erano proposti inizialmente gli sviluppatori con i loro intenti originali.

## I prodotti commercialmente più diffusi
I controller MIDI più comuni e diffusi sono tastiere tipo "piano" di varie dimensioni. Un controller moderno è privo di dispositivi interni di generazione audio, ma agisce piuttosto come ingresso primario o secondario per un sintetizzatore, campionatore digitale o un computer che esegue un virtual instrument(VST) o un altro generatore di suoni di software. Molti hanno diverse manopole definibili dall'utente e controlli tipo slider che possono controllare gli aspetti del suono di un sintetizzatore in tempo reale. Questi controller sono molto più economici di un sintetizzatore completo, e sono sempre più dotati di presa USB(Universal Serial Bus), che permette il collegamento ad un computer senza interfaccia MIDI. Pur non utilizzando il MIDI direttamente, applicazioni software riconoscono il controller come un dispositivo MIDI. Nella maggior parte dei casi, un controller dotato di porta USB può ricavare la potenza necessaria dalla linea 5V dell'interfaccia, e non richiede un alimentatore quando è collegato a un computer. La gamma delle tastiere varia da quelle a 88 tasti pesati fino ai modelli di portatili a 25 tasti. Un Controller può essere utilizzato per applicazioni di performance (esecuzione musicale di un pianista, per esempio) o da un DJ per attivare campioni sonori e loop ritmici.
Sono di uso comune anche i sistemi di batteria e percussioni, in modo particolare le drum pad. Molte configurazioni di percussioni sono accoppiate ad un generatore di suono dallo stesso produttore, ma spesso hanno un'uscita MIDI in aggiunta. Tali sistemi permettono ad un batterista di suonare tranquillamente regolando il proprio volume (tramite cuffie o casse) e di registrare delle tracce di batteria senza uno studio, microfoni costosi, eccetera. Inoltre, il pad può controllare qualsiasi tipo di strumento a percussione campionato, fornendo al batterista/percussionista con una tavolozza sonora notevolmente ricca.